# Pałac „Ukrajina”
Pałac „Ukrajina” (ukr. Палац «Україна») – jedna ze stacji kijowskiego metra na linii Obołonśko-Teremkiwśkiej. Została otwarta 30 grudnia 1984. 
Nazwa stacji pochodzi od największej sali koncertowej Ukrainy Pałac „Ukraina” zlokalizowanej w jej pobliżu.